# Gonochorismus
Gonochorismus (čili jednopohlavnost) reprezentuje strategii rozmnožování oddělenými pohlavími jednotlivých jedinců – každý jedinec tak tvoří jen jeden typ gamet – zvlášť samčí a zvlášť samičí.
Jednopohlavnost existuje zejména u vývojově dokonalejších živočichů (hlavonožci, členovci, obratlovci), ale i u rostlin: dvoudomé rostliny mají na jednom jedinci jen květy samčí, na druhém jen samičí (např. chmel, kopřiva nebo vrba).